# Amerikai férfi jégkorong-válogatott
Az amerikai férfi jégkorong-válogatott az Amerikai Egyesült Államok nemzeti csapata, amelyet az Amerikai Jégkorongszövetség (angolul: USA Hockey) irányít. tagja a hat legerősebb válogatott nagy hatosnak nevezett nem hivatalos csoportjának Csehország,  Finnország,  Kanada, Oroszország és Svédország mellett.
A válogatott a világ élvonalába tartozik. Eddig kétszer nyertek világbajnokságot (1933, 2025) és olimpiát (1960, 1980), mindkettőt hazai környezetben nyerték. Az 1980-as olimpiai tornagyőzelemük az egyik legemlékezetesebb a jégkorong történetében. A torna esélyese a Szovjetunió volt, amely 1964 óta mindegyik olimpiát megnyerte, 24 mérkőzésükből 22-t nyertek. Az amerikai csapat a négyes döntőben 4–3-ra verte a szovjeteket, majd a finneket is 4–2-re. A szovjetek elleni mérkőzést „csoda a jégen” elnevezéssel illették, amelyből film is készült.
Az amerikai csapat az 1970-es évek elején a B csoportos vb-n is szerepelt.

## Eredmények

### Világbajnokság
1920 és 1968 között a téli olimpia minősült az az évi világbajnokságnak is. Ezek az eredmények kétszer szerepelnek a listában.
- 1920 –  Ezüstérem
- 1924 –  Ezüstérem
- 1928 – nem vett részt
- 1930 – nem vett részt
- 1931 –  Ezüstérem
- 1932 –  Ezüstérem
- 1933 –  Aranyérem
- 1934 –  Ezüstérem
- 1935 – nem vett részt
- 1936 –  Bronzérem
- 1937 – nem vett részt
- 1938 – 7. hely
- 1939 –  Ezüstérem
- 1940 és 1946 között a II. világháború miatt nem rendeztek vb-t
- 1947 – 5. hely
- 1948 – 4. hely, versenyen kívül vehetett részt
- 1949 –  Bronzérem
- 1950 –  Ezüstérem
- 1951 – 6. hely
- 1952 –  Ezüstérem
- 1953 – nem vett részt
- 1954 – nem vett részt
- 1955 – 4. hely
- 1956 –  Ezüstérem
- 1957 – nem vett részt
- 1958 – 5. hely
- 1959 – 4. hely
- 1960 –  Aranyérem
- 1961 – 6. hely
- 1962 –  Bronzérem
- 1963 – 8. hely
- 1964 – 5. hely
- 1965 – 6. hely
- 1966 – 6. hely
- 1967 – 5. hely
- 1968 – 6. hely
- 1969 – 6. hely
- 1970 – 7. hely (B csop., 1. hely)
- 1971 – 6. hely
- 1972 – 8. hely (B csop., 2. hely)
- 1973 – 8. hely (B csop., 2. hely)
- 1974 – 7. hely (B csop., 1. hely)
- 1975 – 6. hely
- 1976 – 4. hely
- 1977 – 6. hely
- 1978 – 6. hely
- 1979 – 7. hely
- 1981 – 5. hely
- 1982 – 8. hely
- 1983 – 9. hely (B csop., 1. hely)
- 1985 – 4. hely
- 1986 – 6. hely
- 1987 – 7. hely
- 1989 – 6. hely
- 1990 – 5. hely
- 1991 – 4. hely
- 1992 – 7. hely
- 1993 – 6. hely
- 1994 – 4. hely
- 1995 – 6. hely
- 1996 –  Bronzérem
- 1997 – 6. hely
- 1998 – 12. hely
- 1999 – 6. hely
- 2000 – 5. hely
- 2001 – 4. hely
- 2002 – 7. hely
- 2003 – 13. hely
- 2004 –  Bronzérem
- 2005 – 6. hely
- 2006 – 7. hely
- 2007 – 5. hely
- 2008 – 6. hely
- 2009 – 4. hely
- 2010 – 13. hely
- 2011 – 8. hely
- 2012 – 7. hely
- 2013 –  Bronzérem
- 2014 – 6. hely
- 2015 –  Bronzérem
- 2016 – 4. hely
- 2017 – 5. hely
- 2018 –  Bronzérem
- 2019 – 7. hely
- 2021 –  Bronzérem

### Olimpiai játékok
- 1920 –  Ezüst
- 1924 –  Ezüst
- 1928 – nem vett részt
- 1932 –  Ezüst
- 1936 –  Bronz
- 1948 – 4. hely, versenyen kívül vehetett részt
- 1952 –  Ezüst
- 1956 –  Ezüst
- 1960 –  Arany
- 1964 – 5. hely
- 1968 – 6. hely
- 1972 –  Ezüst
- 1976 – 5. hely
- 1980 –  Arany
- 1984 – 7. hely
- 1988 – 7. hely
- 1992 – 4. hely
- 1994 – 8. hely
- 1998 – 6. hely
- 2002 –  Ezüst
- 2006 – 8. hely
- 2010 –  Ezüst
- 2014 – 4. hely
- 2018 – 7. hely
- 2022 – 5. hely

### Kanada-kupa
- 1976 – 5. hely
- 1981 – 4. hely
- 1984 – 4. hely
- 1987 – 5. hely
- 1991 – 2. hely

### Világkupa
- 1996 –  Aranyérem
- 2004 – 4. hely
- 2016 – 7. hely

### Egyéb
- 1988-as Spengler-kupa –  Arany
- 2002-es Deutschland-kupa –  Ezüst
- 2003-as Deutschland-kupa –  Arany
- 2004-es Deutschland-kupa –  Arany
- 2007-es Deutschland-kupa –  Ezüst
- 2009-es Deutschland-kupa –  Ezüst
- 2013-as Deutschland-kupa –  Arany
- 2015-ös Deutschland-kupa –  Ezüst